# Incidente de Jinan
El incidente de Jinan (en japonés 済南事件) o incidente del 3 de mayo (en chino tradicional 五三慘案, en chino simplificado 五三惨案), o incidente de Tsinan fue un enfrentamiento armado entre el Ejército Imperial Japonés y sus aliados los caudillos militares del norte de China contra el Ejército del Sur del Guomindang, que se produjo en 1928 en la ciudad china de Jinan, la capital de la provincia china de Shandong, en el marco de la Expedición al Norte del Guomindang.

## Antecedentes

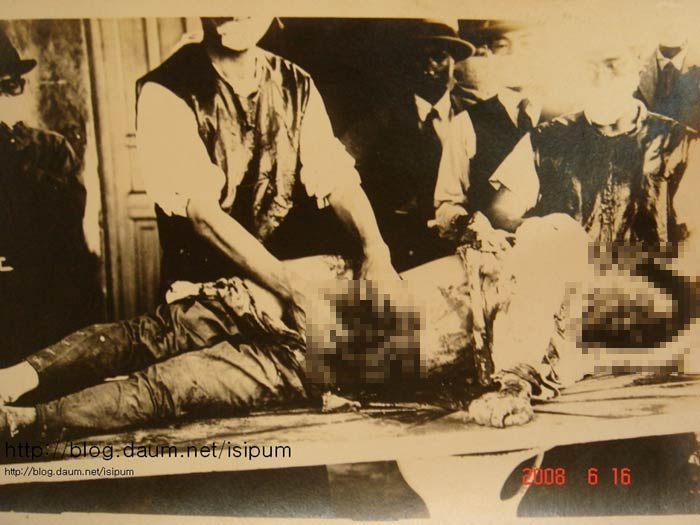
Autopsia de una víctima japonesa de las tropas nacionalistas.

Durante la Expedición al Norte, las tropas del Ejército Nacional Revolucionario chino atacaron varios consulados extranjeros en medio de un profundo fervor antiimperialista, en lo que se ha dado en llamar Incidente de Nanking de marzo de 1927 (no confundirlo con la Masacre de Nankín en 1937). Jiang Jieshi procuró evitar la repetición de hechos similares. 
En septiembre, los japoneses retiraron sus tropas de Shandong. En la provincia residían unos diecinueve mil japoneses, dos mil de ellos en la capital provincia, Jinan, y el resto principalmente a lo largo de la línea férrea que unía esta con el puerto de Qingdao y en este. En octubre y noviembre de 1927, Jiang se encontró con Tanaka Giichi en Hakone y Tokio, quien se había convertido en primer ministro de Japón tras la caída en abril de ese mismo año del Gobierno de Wakatsuki Reijirō (Tanaka también ostentaba la cartera de ministro de Asuntos Exteriores en su Gobierno). Los dos políticos llegaron a un acuerdo: Japón reconocería oficialmente al Gobierno revolucionario de Chiang como el legítimo de la China unificada resultante de la Expedición del Norte a cambio de que el Kuomintang eliminase a los elementos comunistas de su seno y reconociese los intereses y derechos japoneses en Manchuria. Los japoneses temían, en efecto, tanto por la seguridad de sus compatriotas instalados en China como por sus intereses económicos en Manchuria.
Tanaka había ganado las elecciones en Japón, en parte en virtud de sus promesas para tomar medidas más activas y agresivas que las tomadas por su precursor respecto de la protección de vidas, propiedades e intereses económicos japoneses en China. Jiang tenía tan solo un tenue control del poder en China, que reposaba en gran medida en la promesa de que terminaría con la dominación extranjera y unificaría de nuevo el país, lo que serviría para reforzar su legitimidad.
Tanto Tanaka como Jiang estaban deseosos de mantener a sus tropas alejadas de Jinan, donde los riesgos de un enfrentamiento entre ambos eran elevados, pero fueron finalmente incapaces de ello. Al no tener la garantía de que el Ejército Nacional Revolucionario chino evitaría Jinan, un grupo de los principales políticos japoneses presionó a Tanaka para que reforzase la presencia del Ejército Imperial Japonés en Shandong y en los territorios arrendados por el Japón en China. Entre mayo y septiembre de 1927, aproximadamente 4.000 soldados japoneses fueron desplegados en Qingdao (Wade-Giles, Tsingtao) y Jinan, en lo que se conoce en Japón como la Primera Expedición a Shandong (第一山東出兵, Dai-ichi Santo Shuppei).
Tanto los señores de la guerra del norte de China, que sostenían el Gobierno de Pekín, como el gobierno del Guomindang, con sede en Nankín, protestaron enérgicamente, afirmando que este hecho constituía una violación de la soberanía de China, y las fuerzas japonesas fueron retiradas cuando Jiang temporalmente paralizó el avance de sus tropas hacia el norte.

## Las hostilidades

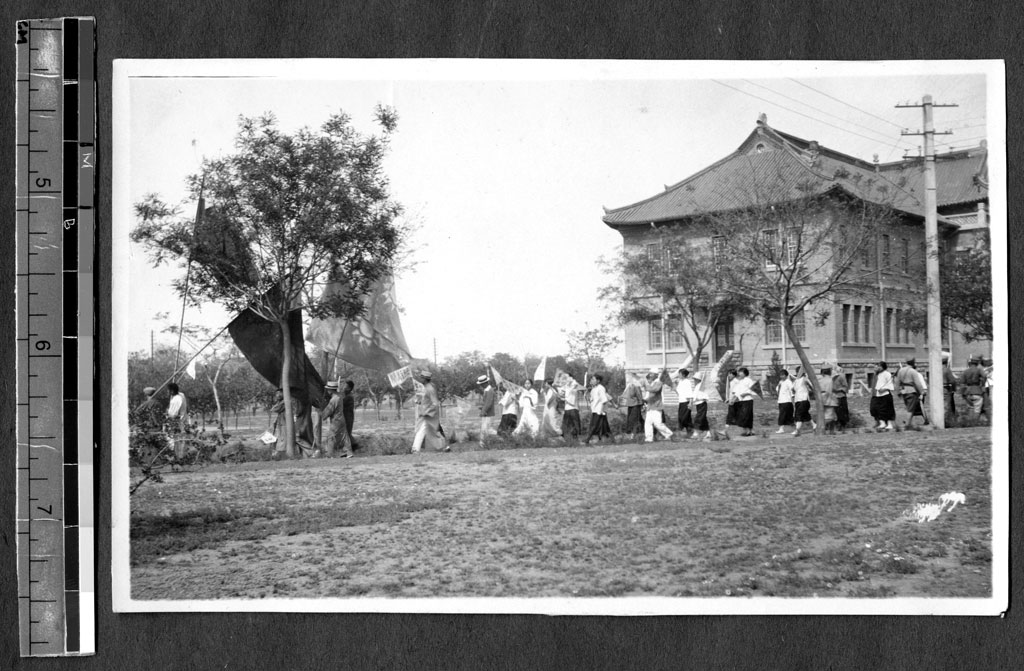
Estudiantes de la universidad de Jinan manifestándose tras el Incidente.

Chiang, aliado con Feng Yuxiang y Yan Xishan, reanudó la Expedición del Norte a mediados de marzo de 1928. Un mes más tarde, un cuarto de millón de soldados de estos avanzaban hacia Jinan, lo que suscitó la preocupación del Gobierno japonés por los conciudadanos que residían en la ciudad y en la región. Contrariamente a las órdenes recibidas de Tokio, el comandante japonés, el general Fukuda Hikosuke, desplazó tropas desde Tianjin hacia Jinan y Qingdao a lo largo del ferrocarril de Jiaoji. Ese episodio es conocido por la historiografía japonesa como la Segunda Expedición de Shandong (第二山東出兵, Dai-ni Santo Shuppei. Tanto el primer ministro como las Cámaras del Parlamento japonés y el Ejército se oponían al envío de tropas a China.
Las tropas chinas de los señores de la guerra del norte se retiraron de la ciudad el 30 de abril de 1928 y las tropas del Guomindang (Wade-Giles, Kuomintang), también actuando en contra de las órdenes recibidas de Jiang Jieshi (Wade-Giles, Chiang Kai-shek), se desplazaron hacia la ciudad. La situación permaneció tensa y tropas japonesas tomaron posiciones ante el consulado japonés y ante varios negocios y escuelas propiedad de japoneses, pero todo parecía encaminarse hacia una solución amistosa hasta que un roce menor se produjo en las cercanías de una vivienda japonesa el 3 de mayo de 1928, que se saldó con la muerte de doce japoneses (sin que haya ninguna prueba clara respecto de cómo sucedieron los hechos). Ambos bandos, careciendo tanto de comunicaciones eficaces como de medios de control adecuados, iniciaron una lucha rápidamente extendida a otros puntos de la ciudad.
Los japoneses rechazaron recibir a los negociadores enviados por el gobierno del Guomindang y exigían la total retirada del Ejército del Guomindang a veinte kilómetros de distancia de la ciudad de Jinan. La lucha prosiguió durante todo el día. Aquella noche, los japoneses ejecutaron al emisario del Guomindang, Cai Gongshi (蔡公時), así como a otros diecisiete miembros de su delegación.
Los combates se reanudaron varios días después. Los choques esporádicos persistieron hasta que Jiang y Fukuda pactaron una tregua el 5 de mayo de 1928, aunque algunos disparos esporádicos continuaron hasta que las fuerzas de Jiang se retiraron a lo largo de los dos días siguientes, dejando atrás una pequeña fuerza para mantener el orden en la ciudad. Jiang quería seguir avanzando contra los señores de la guerra del norte y Japón deseaba evitarlo.
Habiendo recibido refuerzos y suministros, el mando japonés presentó una serie de exigencias, dando como fecha límite para su cumplimiento el 7 de mayo de 1928, y el 11 de mayo de 1928 los japoneses expulsaron a las tropas chinas de la zona.

## Consecuencias
El incidente de Jinan provocó el tercer envío de tropas japonesas (la Tercera Expedición de Shandong (第三山東出兵, Santo Dai-san Shuppei) en un número mayor de soldados que las anteriores. Fuerzas japonesas ocuparon Jinan durante más de seis meses, y ocuparon otras ciudades en toda la provincia de Shandong y también en otras zonas del norte de China. Las fuerzas nacionalistas abandonaron la ciudad y retomaron su avance hacia Pekín. Los enfrentamientos se saldaron con la muerte de doscientos treinta soldados japoneses y dieciséis civiles de la misma nacionalidad y más de tres mil muertos chinos.
Los intentos posteriores de Jiang y de Tanaka para establecer relaciones más positivas generaron un acuerdo según el cual las tropas japonesas se retiraron a sus cuarteles en Qingdao el 28 de marzo de 1929. Fueron necesarias casi un año de arduas negociaciones de los dos Gobiernos para zanjar la crisis. El resultado neto de las tres Expediciones de Shandong fue la pérdida de muchos miles de vidas de civiles y soldados chinos, lo que a su vez generó una intensificación general del sentimiento antijaponés en el norte de China.
El gobierno del Guomindang decretó más tarde que el 3 de mayo fuese designado Día de Conmemoración de la Humillación Nacional, aunque oficialmente Jiang Jieshi culpara del incidente de Jinan a los actos del comandante en jefe del III Grupo de Ejércitos del Guomindang, Heh Yaozu. Para tratar de equilibrar el poderío japonés en China, el Kuomintang trató a partir de entonces de estrechar relaciones con los Estados Unidos, a los que hasta entonces había prestado escasa atención, concentrado en la labor de reunificar el país.